# Phytodietus sumatrensis
Phytodietus sumatrensis är en stekelart som beskrevs av Kaur och Jonathan 1979. Phytodietus sumatrensis ingår i släktet Phytodietus och familjen brokparasitsteklar. Inga underarter finns listade i Catalogue of Life.